# Scarus russelii
Scarus russelii es una especie de peces de la familia Scaridae en el orden de los Perciformes.

## Morfología
Los machos pueden llegar alcanzar los 51 cm de longitud total.

## Distribución geográfica
Se encuentra desde el África Oriental, Madagascar, las Seychelles y Mauricio hasta Sri Lanka y la costa sur de la India.